# 圣若里奥
圣若里奥（法語：Saint-Jorioz，法語發音：[sɛ̃ ʒɔʁjo]）是法国上萨瓦省的一个市镇，位于该省中西部，阿讷西湖西侧，属于阿讷西区。

## 地名
该地名“Saint-Jorioz”发音为[sɛ̃ ʒɔʁjo]，字母“z”不发音，《世界地名翻译大辞典》与《世界地名译名词典》将其误译作“圣若里奥兹”。此外，根据《世界人名翻譯大辭典》、《法语姓名译名手册》等主流人名译名类书籍资料，法语人名“Jorioz”的常用译名也为“若里奥”而非“若里奥兹”。

## 地理
圣若里奥（45°50'1"N, 6°9'50"E）面积21.12 平方千米，位于法国奥弗涅-罗讷-阿尔卑斯大区上萨瓦省，该省份为法国东部省份，历史上为薩伏依的一部分，北与瑞士接壤，西接安省，南至萨瓦省，东与瑞士和意大利接壤。
与圣若里奥接壤的市镇（或旧市镇、城区）包括：杜安、坎塔勒、圣厄斯塔什、瑟夫里耶、塔卢瓦尔-蒙曼、维于拉谢萨。
圣若里奥的时区为UTC+01:00、UTC+02:00（夏令时）。

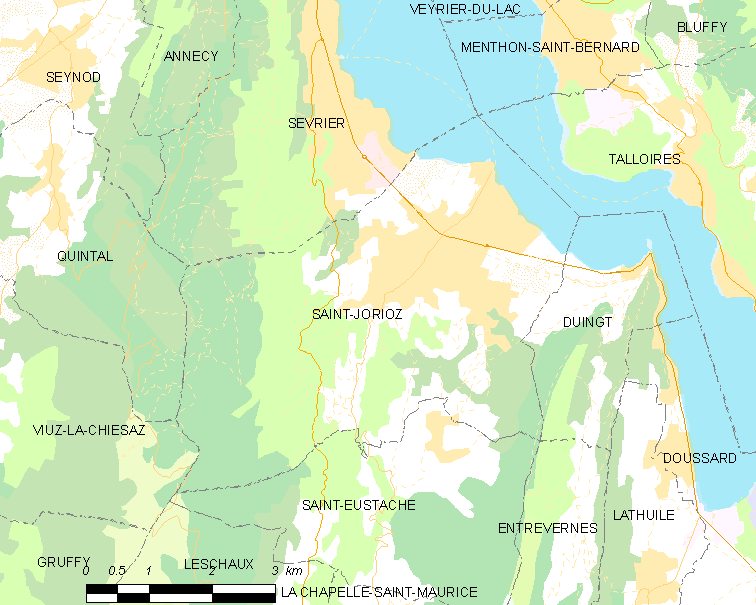
圣若里奥的OSM定位图

## 行政
圣若里奥的邮政编码为74410，INSEE市镇编码为74242。

## 政治
圣若里奥所属的省级选区为阿讷西第四县。

## 交通
上萨瓦省省道D912线和D1508线经过圣若里奥境内，有客运巴士前往省会阿讷西。

## 人口

1962-2008年间圣若里奥人口变化图示

圣若里奥于2022年1月1日时的人口数量为6344人。